# Orbea circes
Orbea circes är en oleanderväxtart som först beskrevs av Michael George Gilbert, och fick sitt nu gällande namn av Peter Vincent Bruyns. Orbea circes ingår i släktet Orbea och familjen oleanderväxter. Inga underarter finns listade i Catalogue of Life.